# Воля (Миргородський район)
Во́ля —  село в Україні, у Лохвицькій міській громаді Миргородського району Полтавської області. Населення становить 31 осіб. Колишній орган місцевого самоврядування — Білогорільська сільська рада.

## Історія
12 червня 2020 року, відповідно до розпорядження Кабінету Міністрів України № 721-р «Про визначення адміністративних центрів та затвердження територій територіальних громад Полтавської області», село увійшло до складу Лохвицької міської громади.
19 липня 2020 року, в результаті адміністративно - територіальної реформи та ліквідації Лохвицького району, село увійшло до складу новоутвореного Миргородського району Полтавської області.

## Населення

### Мова
Розподіл населення за рідною мовою за даними :
| Мова       | Кількість | Відсоток |
| ---------- | --------- | -------- |
| українська | 31        | 100%     |

## Географія
Село Воля знаходиться за 4,5 км від лівого берега річки Сула, за 3 км від села Юсківці. Поруч проходять автомобільна дорога Р60 та залізниця, станція Юсківці за 3 км.